# Copa de Campeones (Uruguay)
La Copa de Campeones,
 es un torneo de invierno de fútbol de carácter amistoso que organiza Tenfield en conjunto con la Asociación Uruguaya de Fútbol, y que se disputa en el Estadio Centenario en Montevideo, Uruguay. Su primera y hasta ahora única edición, en 2017, fue un cuadrangular integrado por Nacional, Peñarol, Danubio y Defensor Sporting. Se dispuarían los dos clásicos y los vencedores disputarán la final.
Este torneo, llamado oficialmente como Copa de Campeones Uruguayos 2017 se organizó en el invierno de 2017 buscando cumplir con el calendario acordado para el verano y que por motivos de seguridad no se realizó ningún torneo amistoso. La copa lleva el auspicio de Antel.

## Sistema de competición
El sistema de competición es el de eliminatorias directas a un partido. Participan cuatro equipos: Nacional, Peñarol, Danubio y Defensor Sporting. El argumento para realizar este torneo amistoso con estos cuatro equipos fue porque según Tenfield y la Asociación Uruguaya de Fútbol, son los cuatro clubes de Primera División que han ganado el Campeonato Uruguayo  más veces durante el profesionalismo. También hay otros dos clubes en Primera División y que fueron Campeones Uruguayos (Montevideo Wanderers y Rampla Juniors), pero ambos lo fueron durante la época amateur y por eso no fueron tenidos en cuenta para la organización de este cuadrangular amistoso.
Según integrantes de Tenfield, el motivo de realizar esta copa es cumplir con los compromisos asumidos con los clubes para la disputa de copas de verano que por razones de seguridad no se pudieron disputar. De todas formas, no se descarta que este torneo se continúe realizando en las siguientes temporadas.
Esta copa se realiza en dos fechas:
- En la primera se juegan dos semifinales
- En la segunda también se juegan dos partidos (el partido por el tercer puesto entre los dos perdedores de la fase previa y la final entre los ganadores)

## Campeonatos
| Año           | Campeón           | Resultado | Subcampeón | Tercer puesto | Resultado | Cuarto puesto |
| ------------- | ----------------- | --------- | ---------- | ------------- | --------- | ------------- |
| 2017 Detalles | Defensor Sporting | 1-0       | Nacional   | Danubio       | 3-0       | Peñarol       |